# وسودونلور
وسودونلور (به انگلیسی: Vasudevanallur) یک زیستگاه انسانی در هند است که در Tirunelveli district واقع شده‌است.

## خصوصیات
وسودونلور ۱۸٬۴۶۱ نفر جمعیت دارد و ۱۷۸ متر بالاتر از سطح دریا واقع شده‌است.